# Herchies (Belgique)
Pour les articles homonymes, voir Herchies.
Herchies est une section de la commune belge de Jurbise située en Région wallonne dans la province de Hainaut. Comme l'ensemble des communes d'avant la fusion des communes, Herchies, qui compte 7548 habitants, est restée une commune à part entière jusqu'en 1977, année à laquelle le village rejoint l'entité de Jurbise.
Herchies dispose d'un hameau : Vacresse, qui possède son temple protestant (construit en 1887 et vendu en 2022), son église Notre-Dame (construite en 1898), une salle des fêtes (La Vacressoise), un club de football (FC Vacresse) et plusieurs commerces. Vacresse avait autrefois également sa propre école.

## Géographie

### Hydrographie
Le village est sillonné par plusieurs ruisseaux dont le Rieu des Richards qui se rejoignent pour former la Dendre Orientale.

## Évolution démographique
- Sources : INS, Rem. : 1831 jusqu'en 1970 = recensements, 1976 = nombre d'habitants au 31 décembre.

## Histoire
Le village est mentionné dans un document du XIIe siècle. Il est vite devenu le siège d’une seigneurie féodale dont le château fut occupé par les familles de Gavre, Rolin, de Berlaymont et d’Egmont. Ce château est tombé en ruines au XVIIIe siècle. À la fin de l'Ancien Régime, le village a repris sa fonction purement agricole.

## Administration communale

### Liste des bourgmestres de 1830 à 1977
- 1830 - 1837 Gervoise Benoni.
- 1837 - 1850 Gervoise Antoine.
- 1850 - 1854 Mahieu Nicolas.
- 1854 - 1879 Meurein Antoine (père).
- 1879 - 1882 Meurein Antoine (fils).
- 1882 - 1903 De Saint Moulin Louis.
- 1903 - 1911 De Saint Moulin Ursmar.
- 1911 - 1938 Bernard Valère.
- 1938 - 1940 Letot Valère.
- 1940 - 1945 Robette Abel.
- 1945 - 1963 Letot Valère.
- 1963 - 1970 Brouez Josse.
- 1971 - 1976 Joseph Egels (Dernier Bourgmestre d'Herchies).

### Collège communale
Le dernier conseil communal au 31 décembre 1976 avant les fusions des communes était composé de :
Président : Egels Joseph.
Échevins : Galant Jacques, Leuridant Frantz.
Conseillers : Bienfait Edmond, Lhoir Maurice, Brouez Josse, Brohé Fernand, Laporte André, Chevalier Louis-Robert.
Secrétaire : Copenaut Bernard.
Le président du CPAS : Levecq Remy.

## Patrimoine, curiosités et folklore

### Patrimoine et curiosités

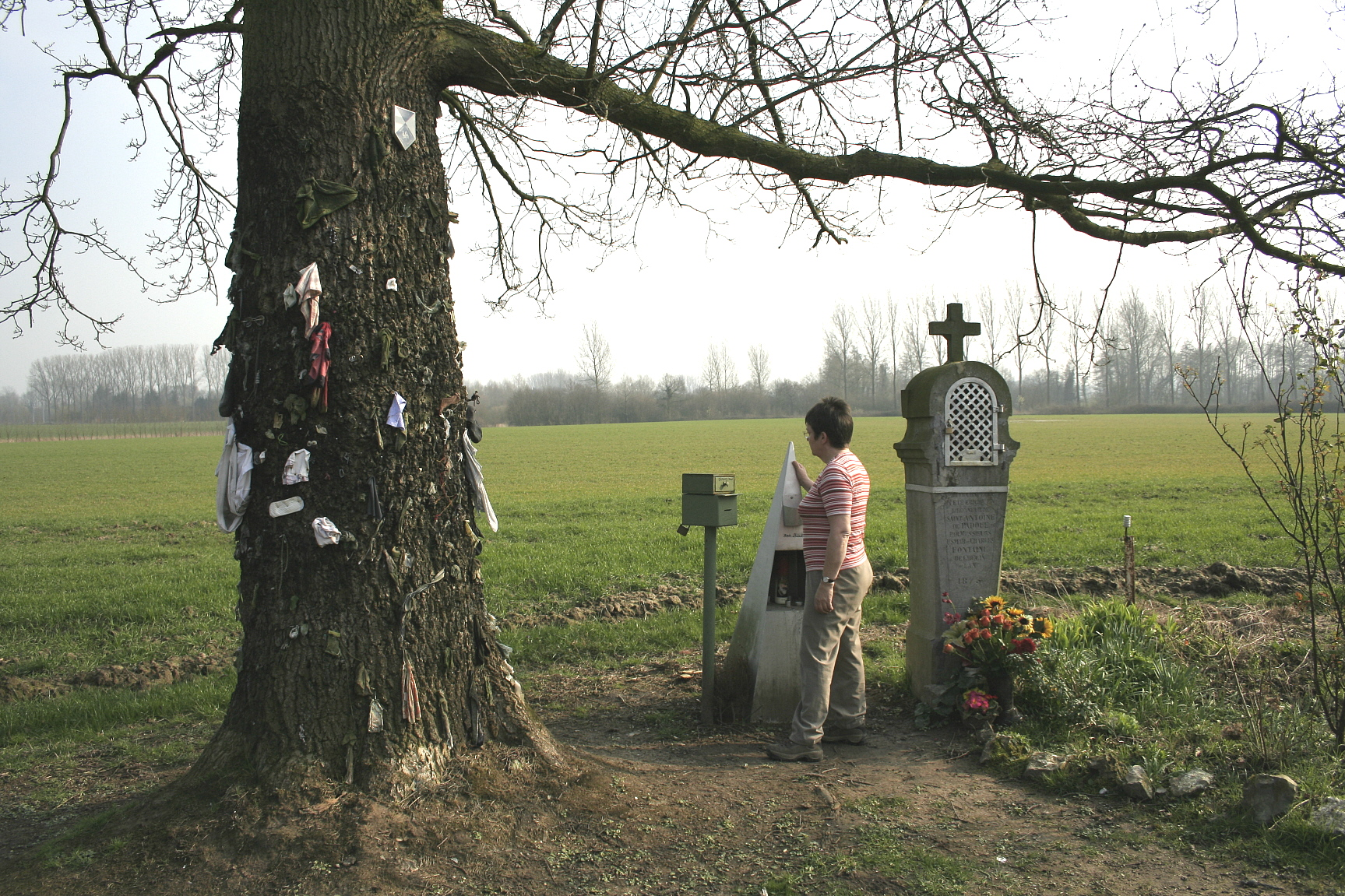
Le chêne à clous.

- Le village est connu pour le chêne dit « Saint-Antoine », arbre à clous aux vertus qui, selon des croyances ancestrales remontant au druidisme antique, seraient thérapeutiques. L'arbre a été classé.
- Le charme multi-centenaire planté en 1550 à l'entrée du parc du château par Charles de Berlaymont.
- Une petite communauté de moines bénédictins a fondé le prieuré Marie Médiatrice dans les ruines de l'ancien château qu'elle renova et transforma en havre de paix. Cette communauté qui y enseignait les techniques de l’icône religieuse à la manière russe, et projetait d’y ouvrir des chambres d’hôtes. Le prieuré était affilié à la Congrégation Notre-Dame d'Espérance. Il ferme ses portes vers 2015, et est vendu en 2018.
- De nombreuses chapelles sont disséminées dans les hameaux du village.
- La Fontaine Loquet, l'une des sources de la Dendre Orientale.

### Folklore

#### Biritt' d'Ercies
Le village aurait accueilli, au XIXe siècle, un personnage bien original. Joseph Dincq, né le 15 mars 1806 à Hellebecq, aurait marqué bien des esprits par son espièglerie et ses facéties. Son histoire fait désormais partie de la légende du village, si bien qu'il est représenté chaque année, lors du rallye cycliste humoristique, le lundi de la Pentecôte, par un membre de la jeunesse du village. En 2010, le géant "Biritt' d'Ercies" a été processionné pour la première fois dans les rues du village.

## Économie
Aujourd’hui les principales ressources du village proviennent de l’agriculture  et d’une fabrique de liqueurs artisanales.